# Ženská basketbalová liga 2022/2023
Ženská basketbalová liga 2022/2023 byl 31. ročník nejvyšší basketbalové soutěže žen v Česku. Účastnilo se jí 10 týmů ze sedmi krajů. Jednalo se o stejné týmy, jako minulou sezónu. První zápas se odehrál 30. září 2022. Play-off začalo 17. března 2023 a poslední zápas byl 26. dubna 2023.  

## Seznam týmů
- BK Strakonice
- BLK Slavia Praha
- KARA Trutnov
- KP Brno
- Levhartice Chomutov
- SBŠ Ostrava
- Slovanka
- Sokol H. Králové
- ZVVZ USK Praha
- Žabiny Brno

## Základní část
Základní čast trvala 5 měsíců a 8 dní. Začala 30. září 2022 a skončila 8. března 2023. Odehrálo se celkem 90 zápasů.
| Pořadí | Tým                 | Zápasy | Výhry | Prohry | Vstřelené koše | Obdržené koše | Rozdíl |
| ------ | ------------------- | ------ | ----- | ------ | -------------- | ------------- | ------ |
| 1.     | ZVVZ USK Praha      | 18     | 18    | 0      | 1966           | 858           | +1108  |
| 2.     | Žabiny Brno         | 18     | 15    | 3      | 1521           | 1160          | +361   |
| 3.     | KP Brno             | 18     | 14    | 4      | 1348           | 1282          | +66    |
| 4.     | Levhartice Chomutov | 18     | 11    | 7      | 1344           | 1364          | -20    |
| 5.     | BLK Slavia Praha    | 18     | 9     | 9      | 1194           | 1238          | -44    |
| 6.     | Sokol H. Králové    | 18     | 9     | 9      | 1248           | 1295          | -47    |
| 7.     | SBŠ Ostrava         | 18     | 8     | 10     | 1172           | 1304          | -132   |
| 8.     | Slovanka            | 18     | 3     | 15     | 1217           | 1597          | -380   |
| 9.     | KARA Trutnov        | 18     | 2     | 16     | 1197           | 1578          | -381   |
| 10.    | BK Strakonice       | 18     | 1     | 17     | 1004           | 1535          | -531   |

## Zápasy play-off
Zdroj:

### o 9. místo
| 17. března 2023 18:30 | Report | KARA Trutnov | 79 – 55 | BK Strakonice |  |  |

| 21. března 2023 19:00 | Report | BK Strakonice | 61 – 81 | KARA Trutnov |  |  |

| 24. března 2023 18:30 | Report | KARA Trutnov | 63 – 49 | BK Strakonice |  |  |

### čtvrtfinále

#### 1. kolo
| 18. března 2023 17:00 | Report | Žabiny Brno | 96 – 42 | SBŠ Ostrava |  | Hala Rosnička, Brno Počet diváků: 58 Rozhodčí: Kamil Karafiát, Jan Musil, Petr Znamínko |

| 18. března 2023 16:30 | Report | KP Brno | 59 – 72 | Sokol H. Králové |  |  |

| 18. března 2023 17:00 | Report | Levhartice Chomutov | 66 – 63 | BLK Slavia Praha |  |  |

| 28. března 2023 18:00 | Report | ZVVZ USK Praha | 113 – 35 | Slovanka |  |  |

#### 2. kolo
| 21. března 2023 18:00 | Report | BLK Slavia Praha | 70 – 73 | Levhartice Chomutov |  |  |

| 22. března 2023 17:30 | Report | SBŠ Ostrava | 67 – 86 | Žabiny Brno |  |  |

| 22. března 2023 18:00 | Report | Sokol H. Králové | 83 – 67 | KP Brno |  |  |

| 26. března 2023 17:30 | Report | Slovanka                                       | 51 – 117 | ZVVZ USK Praha |  | Sportovní hala Na Třebešíně, Praha Počet diváků: 146 Rozhodčí: Jakub Kec, Jaroslav Pazourek, Jan Musil |
| 26. března 2023 17:30 | Report | Skóre po čtvrtinách: 17:38, 5:38, 19:26, 10:15 |          |                |  | Sportovní hala Na Třebešíně, Praha Počet diváků: 146 Rozhodčí: Jakub Kec, Jaroslav Pazourek, Jan Musil |
| 26. března 2023 17:30 | Report | Skóre po poločasech: 22:76, 29:41              |          |                |  | Sportovní hala Na Třebešíně, Praha Počet diváků: 146 Rozhodčí: Jakub Kec, Jaroslav Pazourek, Jan Musil |

#### 3. kolo
| 25. března 2023 17:00 | Report | Žabiny Brno                                   | 83 – 59 | SBŠ Ostrava |  | Hala Rosnička, Brno Počet diváků: 123 Rozhodčí: Michal Kubiš, Jan Hecl, Michaela Scholzová |
| 25. března 2023 17:00 | Report | Skóre po čtvrtinách: 21:25, 15:8, 24:7, 23:19 |         |             |  | Hala Rosnička, Brno Počet diváků: 123 Rozhodčí: Michal Kubiš, Jan Hecl, Michaela Scholzová |
| 25. března 2023 17:00 | Report | Skóre po poločasech: 36:33, 47:26             |         |             |  | Hala Rosnička, Brno Počet diváků: 123 Rozhodčí: Michal Kubiš, Jan Hecl, Michaela Scholzová |

| 25. března 2023 15:30 | Report | KP Brno                                         | 67 – 69 | Sokol H. Králové |  | Sportovní hala Vodova, Brno Počet diváků: 600 Rozhodčí: Dominik Výborný, Matěj Barták, Natálie Karabínová |
| 25. března 2023 15:30 | Report | Skóre po čtvrtinách: 16:15, 14:18, 16:22, 21:14 |         |                  |  | Sportovní hala Vodova, Brno Počet diváků: 600 Rozhodčí: Dominik Výborný, Matěj Barták, Natálie Karabínová |
| 25. března 2023 15:30 | Report | Skóre po poločasech: 30:33, 37:36               |         |                  |  | Sportovní hala Vodova, Brno Počet diváků: 600 Rozhodčí: Dominik Výborný, Matěj Barták, Natálie Karabínová |

| 25. března 2023 20:15 | Report | Levhartice Chomutov                                           | 79 – 78 | BLK Slavia Praha | prodl. | Městská sportovní hala, Chomutov Počet diváků: 576 Rozhodčí: Ivo Melichárek, Lucie Peterková, Jonáš Kavan | ČT Sport |
| 25. března 2023 20:15 | Report | Skóre po čtvrtinách: 19:27, 24:15, 11:12, 15:15, Prodl.: 10:9 |         |                  | prodl. | Městská sportovní hala, Chomutov Počet diváků: 576 Rozhodčí: Ivo Melichárek, Lucie Peterková, Jonáš Kavan | ČT Sport |
| 25. března 2023 20:15 | Report | Skóre po poločasech: 43:42, 26:27 Prodl.: 10:9                |         |                  | prodl. | Městská sportovní hala, Chomutov Počet diváků: 576 Rozhodčí: Ivo Melichárek, Lucie Peterková, Jonáš Kavan | ČT Sport |

| 31. března 2023 18:00 | Report | ZVVZ USK Praha                               | 114 – 31 | Slovanka |  | Sportovní hala Královka, Praha Počet diváků: 52 Rozhodčí: Ivo Melichárek, Petr Znamínko, Matěj Barták |
| 31. března 2023 18:00 | Report | Skóre po čtvrtinách: 24:14, 32:8, 41:3, 17:6 |          |          |  | Sportovní hala Královka, Praha Počet diváků: 52 Rozhodčí: Ivo Melichárek, Petr Znamínko, Matěj Barták |
| 31. března 2023 18:00 | Report | Skóre po poločasech: 56:22, 58:9             |          |          |  | Sportovní hala Královka, Praha Počet diváků: 52 Rozhodčí: Ivo Melichárek, Petr Znamínko, Matěj Barták |

### Semifinále

#### 1. kolo
| 4. dubna 2023 18:00 | Report | ZVVZ USK Praha                                  | 116 – 62 | Sokol H. Králové |  | Sportovní hala Královka, Praha Počet diváků: 52 Rozhodčí: Jan Jeřáb, Jaroslav Pazourek, Michaela Scholzová |
| 4. dubna 2023 18:00 | Report | Skóre po čtvrtinách: 29:18, 29:17, 29:14, 29:13 |          |                  |  | Sportovní hala Královka, Praha Počet diváků: 52 Rozhodčí: Jan Jeřáb, Jaroslav Pazourek, Michaela Scholzová |
| 4. dubna 2023 18:00 | Report | Skóre po poločasech: 58:35, 58:27               |          |                  |  | Sportovní hala Královka, Praha Počet diváků: 52 Rozhodčí: Jan Jeřáb, Jaroslav Pazourek, Michaela Scholzová |

| 4. dubna 2023 18:00 | Report | Žabiny Brno                                     | 85 – 66 | Levhartice Chomutov |  | Hala Rosnička, Brno Počet diváků: 83 Rozhodčí: Kamil Karafiát, Jakub Kremser, Michal Komprs |
| 4. dubna 2023 18:00 | Report | Skóre po čtvrtinách: 26:12, 27:19, 17:20, 15:15 |         |                     |  | Hala Rosnička, Brno Počet diváků: 83 Rozhodčí: Kamil Karafiát, Jakub Kremser, Michal Komprs |
| 4. dubna 2023 18:00 | Report | Skóre po poločasech: 53:31, 32:35               |         |                     |  | Hala Rosnička, Brno Počet diváků: 83 Rozhodčí: Kamil Karafiát, Jakub Kremser, Michal Komprs |

2. kolo
| 6. dubna 2023 18:00 | Report | Sokol H. Králové                               | 48 – 109 | ZVVZ USK Praha |  | Hala Sokol Hradec Králové Počet diváků: 123 Rozhodčí: Štěpán Pokorný, Jakub Kremser, Jan Musil |
| 6. dubna 2023 18:00 | Report | Skóre po čtvrtinách: 10:32, 9:27, 12:27, 17:23 |          |                |  | Hala Sokol Hradec Králové Počet diváků: 123 Rozhodčí: Štěpán Pokorný, Jakub Kremser, Jan Musil |
| 6. dubna 2023 18:00 | Report | Skóre po poločasech: 19:59, 29:50              |          |                |  | Hala Sokol Hradec Králové Počet diváků: 123 Rozhodčí: Štěpán Pokorný, Jakub Kremser, Jan Musil |

| 7. dubna 2023 15:00 | Report | Levhartice Chomutov                             | 54 – 97 | Žabiny Brno |  | Městská sportovní hala, Chomutov Počet diváků: 768 Rozhodčí: Tomáš Linhart, Michaela Scholzová, Jonáš Kavan |
| 7. dubna 2023 15:00 | Report | Skóre po čtvrtinách: 13:24, 13:23, 10:26, 18:24 |         |             |  | Městská sportovní hala, Chomutov Počet diváků: 768 Rozhodčí: Tomáš Linhart, Michaela Scholzová, Jonáš Kavan |
| 7. dubna 2023 15:00 | Report | Skóre po poločasech: 26:47, 28:50               |         |             |  | Městská sportovní hala, Chomutov Počet diváků: 768 Rozhodčí: Tomáš Linhart, Michaela Scholzová, Jonáš Kavan |

3. kolo
| 8. dubna 2023 18:00 | Report | ZVVZ USK Praha                                | 90 – 44 | Sokol H. Králové |  | Sportovní hala Královka, Praha Počet diváků: 74 Rozhodčí: Petr Nejezchleb, Jonáš Kavan, Lucie Peterková |
| 8. dubna 2023 18:00 | Report | Skóre po čtvrtinách: 31:17, 20:11, 20:9, 19:7 |         |                  |  | Sportovní hala Královka, Praha Počet diváků: 74 Rozhodčí: Petr Nejezchleb, Jonáš Kavan, Lucie Peterková |
| 8. dubna 2023 18:00 | Report | Skóre po poločasech: 51:28, 39:16             |         |                  |  | Sportovní hala Královka, Praha Počet diváků: 74 Rozhodčí: Petr Nejezchleb, Jonáš Kavan, Lucie Peterková |

| 9. dubna 2023 17:00 | Report | Žabiny Brno                                     | 96 – 62 | Levhartice Chomutov |  | Hala Rosnička, Brno Počet diváků: 92 Rozhodčí: Ivo Melichárek, Veronika Vávrová, Natálie Karabínová |
| 9. dubna 2023 17:00 | Report | Skóre po čtvrtinách: 30:15, 23:14, 17:12, 26:21 |         |                     |  | Hala Rosnička, Brno Počet diváků: 92 Rozhodčí: Ivo Melichárek, Veronika Vávrová, Natálie Karabínová |
| 9. dubna 2023 17:00 | Report | Skóre po poločasech: 53:29, 43:33               |         |                     |  | Hala Rosnička, Brno Počet diváků: 92 Rozhodčí: Ivo Melichárek, Veronika Vávrová, Natálie Karabínová |

### o 3. místo
| 16. dubna 2023 17:00 | Report | Levhartice Chomutov                             | 76 – 73 | Sokol H. Králové |  | Městská sportovní hala, Chomutov Počet diváků: 531 Rozhodčí: Jan Jeřáb, Lucie Peterková, Jonáš Kavan |
| 16. dubna 2023 17:00 | Report | Skóre po čtvrtinách: 24:16, 17:21, 16:19, 19:17 |         |                  |  | Městská sportovní hala, Chomutov Počet diváků: 531 Rozhodčí: Jan Jeřáb, Lucie Peterková, Jonáš Kavan |

| 18. dubna 2023 18:00 | Report | Sokol H. Králové                               | 60 – 61 | Levhartice Chomutov |  | Hala Sokol Hradec Králové Počet diváků: 238 Rozhodčí: Jiří Jedlička, Michal Komprs, Michaela Scholzová |
| 18. dubna 2023 18:00 | Report | Skóre po čtvrtinách: 23:21, 11:13, 10:9, 16:18 |         |                     |  | Hala Sokol Hradec Králové Počet diváků: 238 Rozhodčí: Jiří Jedlička, Michal Komprs, Michaela Scholzová |

| 20. dubna 2023 18:00 | Report | Levhartice Chomutov                             | 63 – 69 | Sokol H. Králové |  | Městská sportovní hala, Chomutov Počet diváků: 727 Rozhodčí: Jakub Kec, Jaroslav Pazourek, Petr Znamínko |
| 20. dubna 2023 18:00 | Report | Skóre po čtvrtinách: 23:18, 13:22, 12:12, 15:17 |         |                  |  | Městská sportovní hala, Chomutov Počet diváků: 727 Rozhodčí: Jakub Kec, Jaroslav Pazourek, Petr Znamínko |

| 22. dubna 2023 15:00 | Report | Sokol H. Králové                               | 58 – 74 | Levhartice Chomutov |  | Hala Sokol Hradec Králové Počet diváků: 450 Rozhodčí: Filip Dombrovský, Robin Petrák, Jan Musil |
| 22. dubna 2023 15:00 | Report | Skóre po čtvrtinách: 20:11, 9:24, 16:16, 13:23 |         |                     |  | Hala Sokol Hradec Králové Počet diváků: 450 Rozhodčí: Filip Dombrovský, Robin Petrák, Jan Musil |

### Finále
| 21. dubna 2023 18:00 | Report | ZVVZ USK Praha                                  | 89 – 73 | Žabiny Brno |  | Sportovní hala Královka, Praha Počet diváků: 104 Rozhodčí: Ivo Melichárek, Lukáš Hartig, Michaela Scholzová |
| 21. dubna 2023 18:00 | Report | Skóre po čtvrtinách: 21:21, 31:23, 21:18, 16:11 |         |             |  | Sportovní hala Královka, Praha Počet diváků: 104 Rozhodčí: Ivo Melichárek, Lukáš Hartig, Michaela Scholzová |

| 23. dubna 2023 17:00 | Report | Žabiny Brno                                     | 71 – 94 | ZVVZ USK Praha |  | Hala Rosnička, Brno Počet diváků: 733 Rozhodčí: Jakub Kec, Jonáš Kavan, Jakub Kremser |
| 23. dubna 2023 17:00 | Report | Skóre po čtvrtinách: 13:27, 25:30, 10:20, 23:17 |         |                |  | Hala Rosnička, Brno Počet diváků: 733 Rozhodčí: Jakub Kec, Jonáš Kavan, Jakub Kremser |

| 26. dubna 2023 20:15 | Report | ZVVZ USK Praha                                 | 87 – 54 | Žabiny Brno |  | Sportovní hala Královka, Praha Počet diváků: 238 Rozhodčí: Filip Dombrovský, Lucie Peterková, Jaroslav Pazourek | ČT Sport |
| 26. dubna 2023 20:15 | Report | Skóre po čtvrtinách: 15:20, 34:12, 18:9, 20:13 |         |             |  | Sportovní hala Královka, Praha Počet diváků: 238 Rozhodčí: Filip Dombrovský, Lucie Peterková, Jaroslav Pazourek | ČT Sport |

### Související stránky
- Ženská basketbalová liga
- Kooperativa NBL 2022/2023